# 辅修专业
辅修专业，略稱輔修，是指学生在主修专业之外选择的次要专业或学习领域。辅修和主修的不同之处在于，完成辅修课程所需的课程比完成主修课程所需的课程少。辅修通常不是必须的。辅修在美国最为普遍，也流行于其他英语国家。
学校会列出学生为完成辅修课程必须完成的必修课程或课程类型。学生可能将主修作为未来职业，同时将辅修作为个人兴趣，例如主修土木工程的同时，辅修外语或表演艺术，学生也可能会选修辅修课程以实现特定的学术专业化，例如物理专业的学生辅修计算机科学，工程学或经济学专业的学生辅修数学的情况，并不少见，或打算成为中学教师的学生，通常主修他们的教学科目（例如历史或化学），同时辅修教育。
辅修通常存在于本科阶段，但也存在于研究生阶段，尤其是在美国。在研究生阶段，辅修可以指学生在其攻读学科内的次要学科分支，例如政治学博士生攻读美国政治专业同时辅修政治理论，或宗教研究博士生攻读神学专业同时辅修宗教史。

## 各地
台湾對應的名詞為辅系。
在中国大陆，辅修专业学位一般由学校自行制定标准，在毕业时，高校在一个学位证上注上两个学位名称，或颁发自行制作的辅修专业证书，并非两个学位。例如，四川大学本科生辅修专业是指学有余力的全日制本科在校生在保证完成主修专业培养要求的同时，跨学科门类辅修另一专业。辅修学士学位在主修学士学位证书中予以注明，不单独发放学位证书。